# Mike Batt

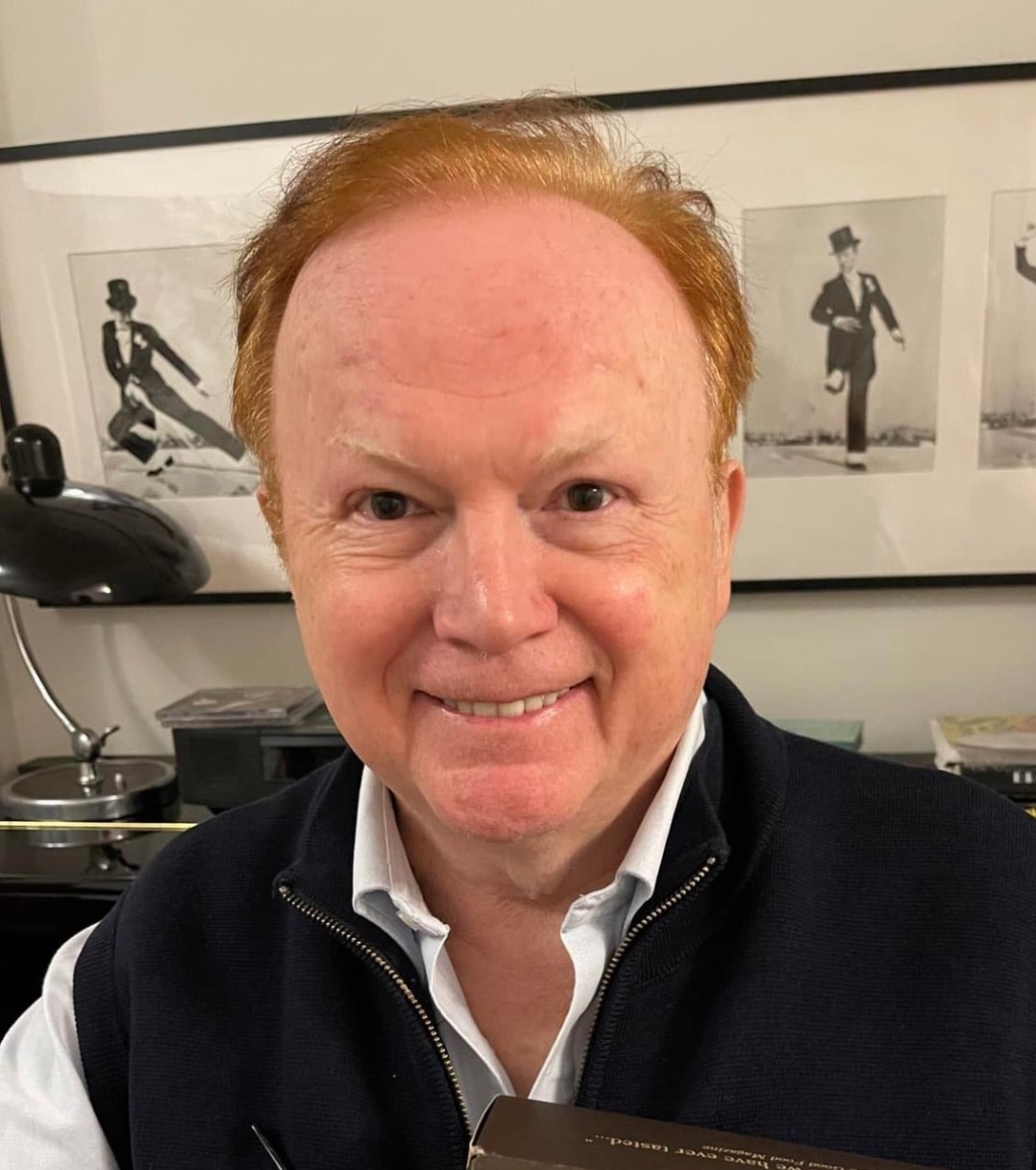
Mike Batt, 2024

Mike Batt LVO (* 6. Februar 1949 in Southampton, Hampshire; bürgerlich Michael Philip Batt) ist ein britischer Musiker, Komponist und Musikproduzent. Der Schwerpunkt seiner Werke liegt im Bereich der populären Klassik und ruhiger Pop-Balladen. Häufig werden seine Lieder von anderen Sängern eingesungen, so die Charterfolge Bright Eyes (1979 von Art Garfunkel) und Nine Million Bicycles (2005 von Katie Melua).

## Karriere
Batts erste Single war 1969 seine Coverversion des Beatles-Liedes Your Mother Should Know. Erste Hits hatte er ab 1974 mit der Titelmusik und weiteren Stücken zur Fernsehserie Die Wombles. Anschließend arbeitete er als Songschreiber und Produzent mit diversen Musikern zusammen, unter anderem 1975 mit der Folkrock-Band Steeleye Span. Zu seinen bekanntesten Stücken gehören Bright Eyes, gesungen von Art Garfunkel, das von Roger Chapman interpretierte Run Like the Wind, I Feel Like Buddy Holly gesungen von Alvin Stardust und die von Batt selbst gesungenen Lady of the Dawn, The Ride to Agadir, The Winds Of Change und Love Makes You Crazy.
Er schrieb auch die Filmmusik zu Der Herr der Karawane (Caravans, 1978). Für David Essex produzierte er 1983 dessen Platte The Whisper und komponierte auch einige Stücke, darunter A Winter’s Tale. 1995 trat er als Komponist und Produzent des Bestseller-Albums The Violin Player der Violinistin Vanessa-Mae in Erscheinung. Batt produzierte außerdem mehrere Lieder mit Sandra Schwarzhaupt, die Titelmelodie der Fernsehsendung Wetten, dass..? ist ebenfalls eine Batt-Komposition.

## Leben
Mike Batt ist in zweiter Ehe mit der australischen Schauspielerin Julianne White verheiratet und hat drei Kinder.
Im Jahr 2013, kurz vor dem Tod seiner Mutter, die die Kostüme für die Wombles geschneidert hatte, wurde Mike Batt mit dem Royal Victorian Order ausgezeichnet.

## Werk

### Musicals
Mike Batt war an verschiedenen Musicals beteiligt, unter anderem schrieb er die wichtigsten Arrangements für Andrew Lloyd-Webbers Das Phantom der Oper.
Im Jahr 1986 setzte er mit bekannten Gastmusikern Lewis Carrolls Nonsense-Ballade The Hunting of the Snark in ein gleichnamiges Musical um, das er live aufführte und als Studioalbum veröffentlichte. An diesem Projekt waren unter anderem Art Garfunkel (Album; live: Justin Hayward), Julian Lennon, Cliff Richard (Album) und Maggie Reilly beteiligt, ebenso George Harrison mit einem Gitarrenpart auf dem Album. Zudem sang Roger Daltrey und John Hurt gab den Erzähler. Eine teilinszenierte Aufführung in der Royal Albert Hall war 1987 aufgenommen und im Fernsehen ausgestrahlt worden. Im Jahr 1991 wurde die erweiterte Version als Musical aufgeführt, konnte allerdings das Theater nicht zuverlässig füllen.
Mike Batts Musical Men who march away wurde unter seiner Leitung einmalig am 17. März 1992 im Londoner East End in St Anne’s, Limehouse mit der Docklands Sinfonia uraufgeführt.
Das 1992 bei den Arbeiten mit Finbar Wright unter dem Arbeitstitel War Baby entstandene Projekt wurde bereits 1996 zu Men Who March Away umgetauft und basiert auf Gedichten von Thomas Hardy.

### Philharmania
1998 nahm Batt mit anderen Künstlern und dem London Philharmonic Orchestra für das Album Philharmania bekannte Rocksongs neu auf, darunter mit Musikern, die bereits an den Originalversionen der jeweiligen Stücke beteiligt gewesen waren. Mike Batt selbst steuerte Bright Eyes bei, Ultravox-Leadsänger Midge Ure nahm Vienna neu auf und mit Moody Blues-Sänger Hayward, dessen Balladen-Coversalbum Classic Blue Batt schon 1989 produziert und darauf mitgewirkt hatte, entstand eine Neuaufnahme des Klassikers Nights in White Satin. Fremde Beiträge waren unter anderem Boys of Summer (im Original von Don Henley, hier von The-Who-Sänger Roger Daltrey gesungen) und Eve of Destruction (Original: Barry McGuire, in der Neuversion mit Motörhead-Sänger Lemmy Kilmister).

### Katie Melua
Als Musikproduzent mit seinem eigenen Label Dramatico entdeckte Batt im Jahr 2002 die georgisch-britische Sängerin Katie Melua und produzierte mit ihr die Alben Call Off the Search (2003/04), Piece by Piece (2005), Pictures (2007) und Secret Symphony (2012), die er auf seinem Plattenlabel Dramatico veröffentlichte. Er komponierte auch einen Teil der Musik, unter anderem die Hits Nine Million Bicycles, If You Were a Sailboat und The Closest Thing to Crazy, den er zuvor auf seinem Album Arabesque (1995) selbst interpretiert hatte. Nach sechs Alben endet im Januar 2014 Katie Meluas 10-Jahres-Vertrag mit Mike Batt und Dramatico.

### Planetariumsshow
In Zusammenarbeit mit dem Planetarium Hamburg entstand unter der Regie von Terry Rudat die Planetariumsshow Voices in the Dark, die 3D-Animationen und 360°-Filmsequenzen mit der Musik von Mike Batt zu einem audiovisuellen Erlebnis in der Planetariumskuppel kombiniert. Im Mai 2008 hatte die Show Premiere. Im November 2019 fand die Premiere einer Neuauflage der Planetariumsshow im Planetarium Hamburg statt; sie enthielt ergänzend zwei Sequenzen zu den Songs Lady of the Dawn sowie Bright Eyes.

## Diskografie

### 1970–1972: MBO – The Mike Batt Orchestra
- 1970: Batt Tracks
- 1971: Portrait of The Rolling Stones
- 1971: Portrait of Elton John
- 1971: Portrait of Simon & Garfunkel
- 1971: Portrait of Bob Dylan
- 1972: Portrait of Cat Stevens
- 1972: Portrait of George Harrison
- 1974: Portrait of Mike Batt (Sampler 1971–1972)

### 1973–1978: The Wombles
- 1973: Wombling Songs
- 1974: Remember You’re A Womble
- 1974: Keep On Wombling
- 1975: Superwombling (UK: Silber)
- 1976: Womble Stories
- 1978: Wombling Free (Soundtrack)

### Ab 1973: Mike Batt
- 1973: Yoga For Health
- 1973: Moog At The Movies
- 1974: Ye Olde Moog
- 1977: Schizophonia (mit dem London Symphony Orchestra)
- 1978: Caravans (Soundtrack; mit dem London Philharmonic Orchestra)
- 1979: Tarot Suite with Friends (mit dem London Symphony Orchestra)
- 1980: Waves (mit dem Amsterdam Chamber Orchestra)
- 1981: Six Days In Berlin (mit dem Berliner Sinfonieorchester)
- 1982: Zero Zero (Musical; mit dem Sydney Symphonic Orchestra)
- 1985: Dragon Dance/Theme Of The Dragon (Instrumental; mit dem London Philharmonic Orchestra)
- 1987: The Hunting Of The Snark with Friends (mit dem London Symphony Orchestra)
- 1988: Songs Of Love And War (mit dem London Philharmonic Orchestra)
- 1990: The Dreamstone with Friends (Soundtrack; mit dem London Philharmonic Orchestra)
- 1995: Arabesque (mit dem National Symphony Orchestra of London)
- 1998: Keep The Aspidistra Flying (Alternativtitel: A Merry War, Soundtrack; mit dem Royal Philharmonic Orchestra)
- 1998: Philharmania Vol. 1 with Friends (mit dem Royal Philharmonic Orchestra)
- 1999: The Ride To Agadir – Best (1977–1983) [Sony/Zounds, alle Titel digital remastered]
- 2000: Watership Down with Friends (Soundtrack; mit dem Royal Philharmonic Orchestra)
- 2008: A Songwriter’s Tale (mit dem Royal Philharmonic Orchestra) – 2000 in Teilen unter dem Titel Bright Eyes At The Railway Hotel vorab veröffentlicht
- 2015: A Classical Tale – Sammlung veröffentlichter und unveröffentlichter klassischer Kompositionen
- 2020: The Penultimate Collection – Sammlung von 34 veröffentlichten und 2 neuen Aufnahmen